# Pukuna 8990
Pukuna 8990 es un crew que realiza exclusivamente grafiti en Iquitos. Creado por Sose Silva, Boa y otros artistas urbanos, es el grupo revolucionario grafitero más notable en Iquitos y la cultura hip hop en la ciudad. El crew tiene gran presencia en el arte urbano y está dedicado en la proyección estética de la urbanización de la ciudad, incluyendo la pintada de los palafitos del Barrio de Belén. Pukuna 8990 está legalizado por la Dirección Regional de Cultura y personas que ofrecen sus muros para ser pintados. A pesar de eso, el líder del crew fue agredido por la Policía Nacional del Perú en Iquitos, un hecho que generó gran controversia.
Pukuna 8990 es un participante recurrente en el festival Estamos en la Calle.